# 水電解

水電解圖

水電解是指以電流通過水以製造氫氣與氧氣。此電解的最低電壓限制為1.23伏特。
這個工序可製作氫燃料和醫療氧氣，但由於成本問題，大部分人均以天然氣製作氫氣，並從空氣中提取氧氣。

## 歷史

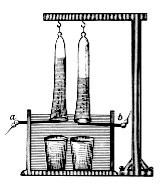
世界上第一部電解水機

1789年，荷蘭發明家首次成功以莱顿瓶盛水發電。
1800年，亞歷山德羅·伏打研發伏打電堆。僅僅數星期後，威廉·聶歌遜和安東尼·卡萊爾便以此成功進行水電解。齐纳布·格拉姆在1869年發明了格拉姆機後，水電解成為一個低成本的氫氣生產方法。1888年，水電解在工業中被採用。

## 原理
將兩個以鉑或不銹鋼或銥等金屬製造的惰性電極接到直流電上，放到水中。
在外加电压的作用下，氫氣會從陰極冒出，而氧氣則會從陽極冒出。理論上如果沒有任何其他化學反應，生成的氫氣量應是氧氣量的2倍。
然而，實際上由於水中有雜質，这些雜質被電解的副反应会生成副產品，使得所產生的氫氣或氧氣少于理论值。
純水電解則需要更多能量。純水因為缺乏具有导电性的離子，導電性能極差，只有海水約百萬分之一。大部分電解器材亦沒有任何電解催化劑，只能依靠電解質以增加導電性能。
现在，由于水電解的所有產品均可以通过更低成本的途径得到，水電解在工业中暂时没有应用。

## 化學式
陰極還原反應︰
2 H+(aq) + 2 e- → H2
陽極氧化反應︰

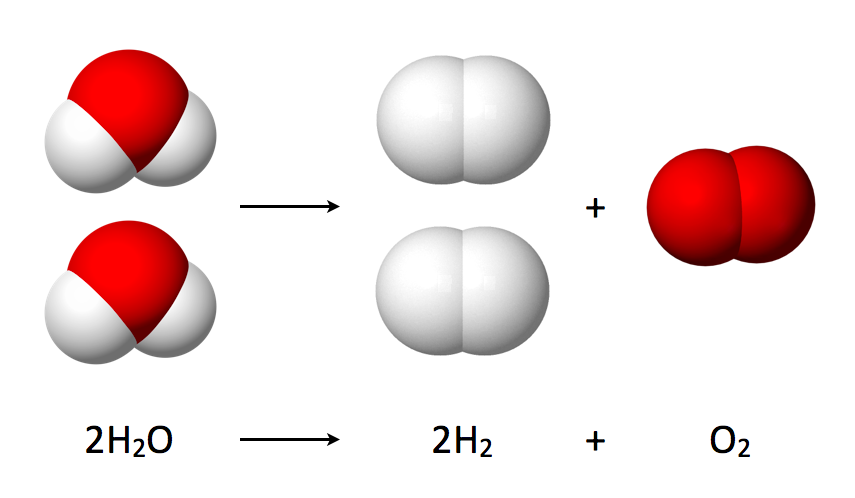
完整化學式

4 OH- → 2 H2O + O2 + 4e-
由上列化學式可見，氫分子的數量是氧分子的2倍，若温度、氣壓等一樣，體積亦為其2倍。